# Гринберг, Роман Иосифович
Роман Иосифович Гринберг (род. 18 мая 1982, Бельцы, Молдавская ССР, СССР) — израильский боксёр, интерконтинентальный чемпион в супертяжёлом весе по версии IBO.
Роман Гринберг родился в 1982 году в Бельцах в семье Иосифа и Татьяны Гринберг, с шестилетнего возраста жил в Израиле. Его дед, Ихил Гринберг, был известным в Бессарабии борцом, а в послевоенные годы вместе с бабушкой боксёра Риммой выступал в цирке как артист оригинального жанра. Отец был боксёром, учеником заслуженного тренера Молдавии Бориса Петровича Петухова (1934—1995).
Заниматься боксом начал в возрасте 11 лет в Кирьят-Бялике. В 1997 и 2000 годах завоевал серебряную медаль на чемпионатах мира среди юниоров, в 1999 году стал самым молодым чемпионом Израиля в супертяжёлом весе.
Дебютировал в профессиональном боксе в ноябре 2001 года. В марте 2006 года завоевал титул интерконтинентального чемпиона по версии IBO, победив Алексея Васильева техническим нокаутом в шестом раунде.